# مصحف عائشة
مصحف عائشة هو نسخة من القرآن، كانت عائشة تقرأ بها، وقد كان لبعض الصحابة مصاحفهم التي يقرؤون بها، وحينئذٍ لم تكن لهم وسائل كتابة، فكانوا يكتبون الآيات ومعها شيء من التفسير والآيات المنسوخة، ومن ذلك قيل إن مصحف عائشة اشتمل على آية منسوخة من سورة الأحزاب آية 56 والزيادة كالتالي كما روى السيوطي «وعلى الذين يصلّون الصفوف الاُولى». وروى أبو داود زيادة أخرى في سورة البقرة الآية 238، فقال: «كَانَ مَكْتُوبًا فِي مُصْحَفِ عَائِشَةَ: حَافِظُوا عَلَى الصَّلَوَاتِ وَالصَّلاةِ الْوُسْطَى وَصَلاةِ الْعَصْرِ»، وقد فسر أئمة الحديث ذلك أن هذه الآيات منسوخة، وروى أن جزءًا من آياته أكلتها الشاة فضاعت، وهو حديث ضعيف لا يصح عند أهل الحديث جاء عن أبي يونس، مولى عائشة، أنه قال: أمرتني عائشة أن أكتب لها مصحفا، وقالت: إذا بلغت هذه الآية فآذني: {حَافِظُوا عَلَى الصَّلَوَاتِ وَالصَّلَاةِ الْوُسْطَى} [البقرة: 238] فلما بلغتها آذنتها، فأملت علي: {حَافِظُوا عَلَى الصَّلَوَاتِ وَالصَّلَاةِ الْوُسْطَى} (وصلاة العصر) {وَقُومُوا لِلَّهِ قَانِتِينَ}) [البقرة: 238]، قالت عائشة: سمعتها من رسول الله.

## ما ورد عن مصحف عائشة
- حديث أبي يونس، عن عائشة: {حَافِظُوا عَلَى الصَّلَوَاتِ وَالصَّلَاةِ الْوُسْطَى} (وصلاة العصر) {وَقُومُوا لِلَّهِ قَانِتِينَ} [البقرة: 238]، قالت عائشة: سمعتها من رسول الله.[8] وكذا ورد من طريق عروة بن الزبير، وحميدة، وأم حميد، وزياد بن أبي مريم، وأصحها الطريق الأول، وقد وردت عن أم سلمة وحفصة، وهي قراءة صحيحة السند، لكنها شاذة.[9]
- عن عروة بن الزبير قال: كان في مصحف عائشة: (إنْ يَدْعُونَ مِنْ دُونِهِ إلا أَوْثَانًا)، والقراءة صحيحة السند، إلا أنها تعد قراءة شاذة.[10][11]
- (وَجَاهدُوا فِي الله حق جهاده كما جاهدتم أول مرة) فنسخ ذلك، ولم يثبتها أصحاب كتب التفسير والحديث عن عائشة.[12]

وجاء أيضًا بعض الروايات ضعيفة الإسناد مثل:
- عن حميدة بنت أبي يونس، قالت: قرأ علي أبي، وهو ابن ثمانين سنة، في مصحف عائشة: {إِنَّ اللَّهَ وَمَلَائِكَتَهُ يُصَلُّونَ عَلَى النَّبِيِّ. يَا أَيُّهَا الَّذِينَ آمَنُوا صَلُّوا عَلَيْهِ وَسَلِّمُوا تَسْلِيمًا} (وعلى الذين يصلون الصفوف الأولى) [الأحزاب: 56]. وقد وردت هذه القراءة طريق عبد الرحمن بن هرمز، وهذه القراءة شاذة لضعف إسنادها.[13][14]
- عن عروة بن الزبير قال: قرأت في مصحف عائشة: (فمنها ركوبتهم ومنها يأكلون)، ووردت هذه القراءة من عدة طرق، وهي شاذة لضعف الإسناد.[15][16]

### كتب
- المصاحف، ابن أبي داود، الفاروق الحديثة (1423 هـ - 2002م).
- المصاحف، السجستاني، دار البشائر الإسلامية (1423 هـ - 2002).